# Сама

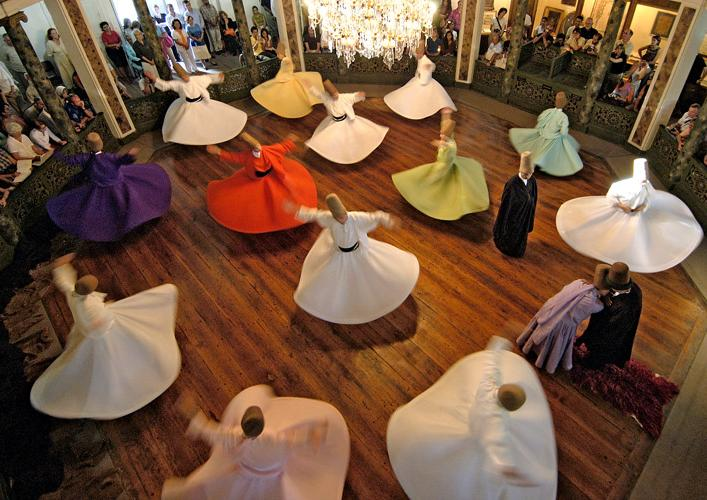
Кружащиеся дервиши во время проведения ритуала «сама» в Стамбуле

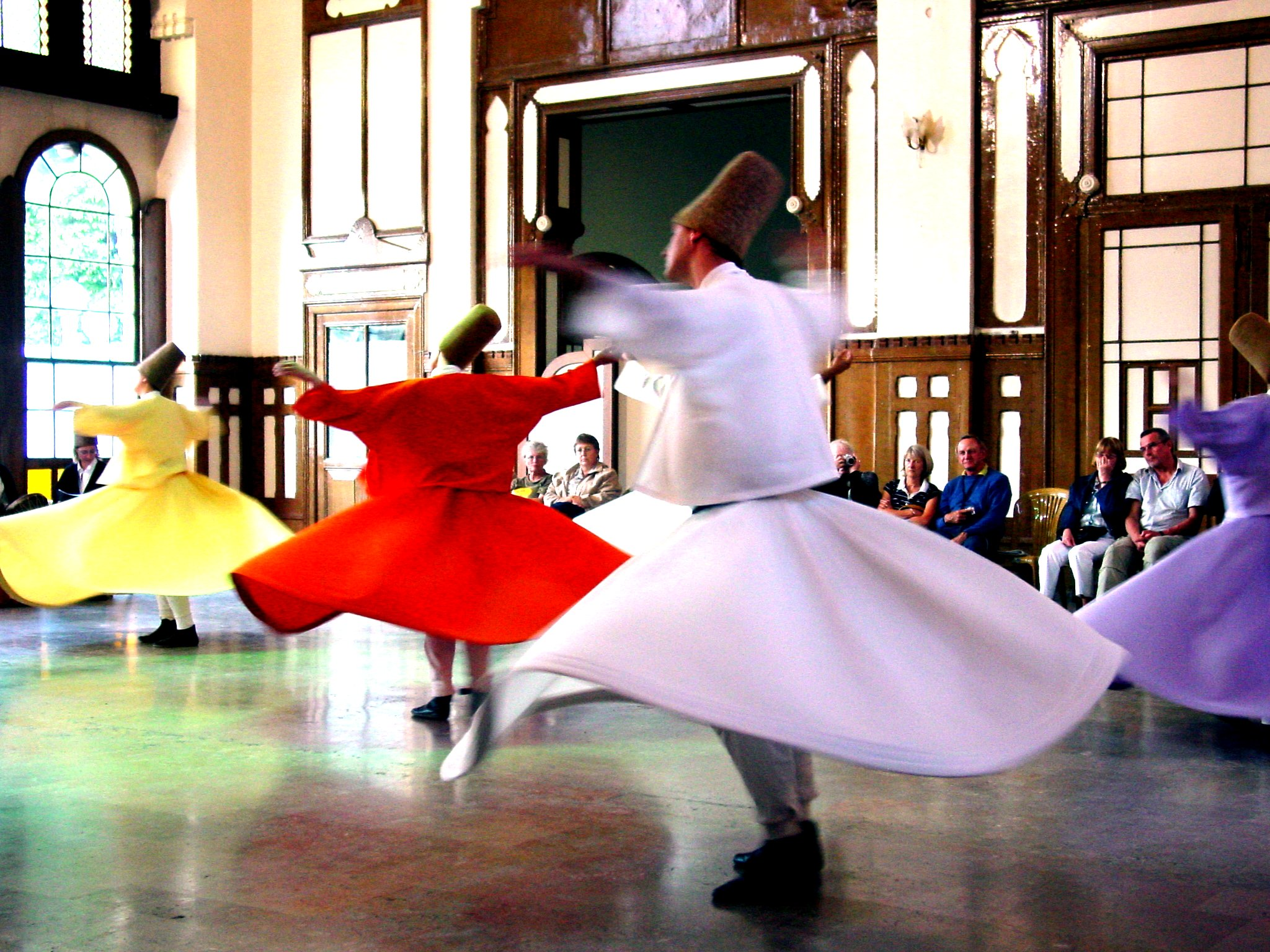
Кружение суфийское кружение в Турции

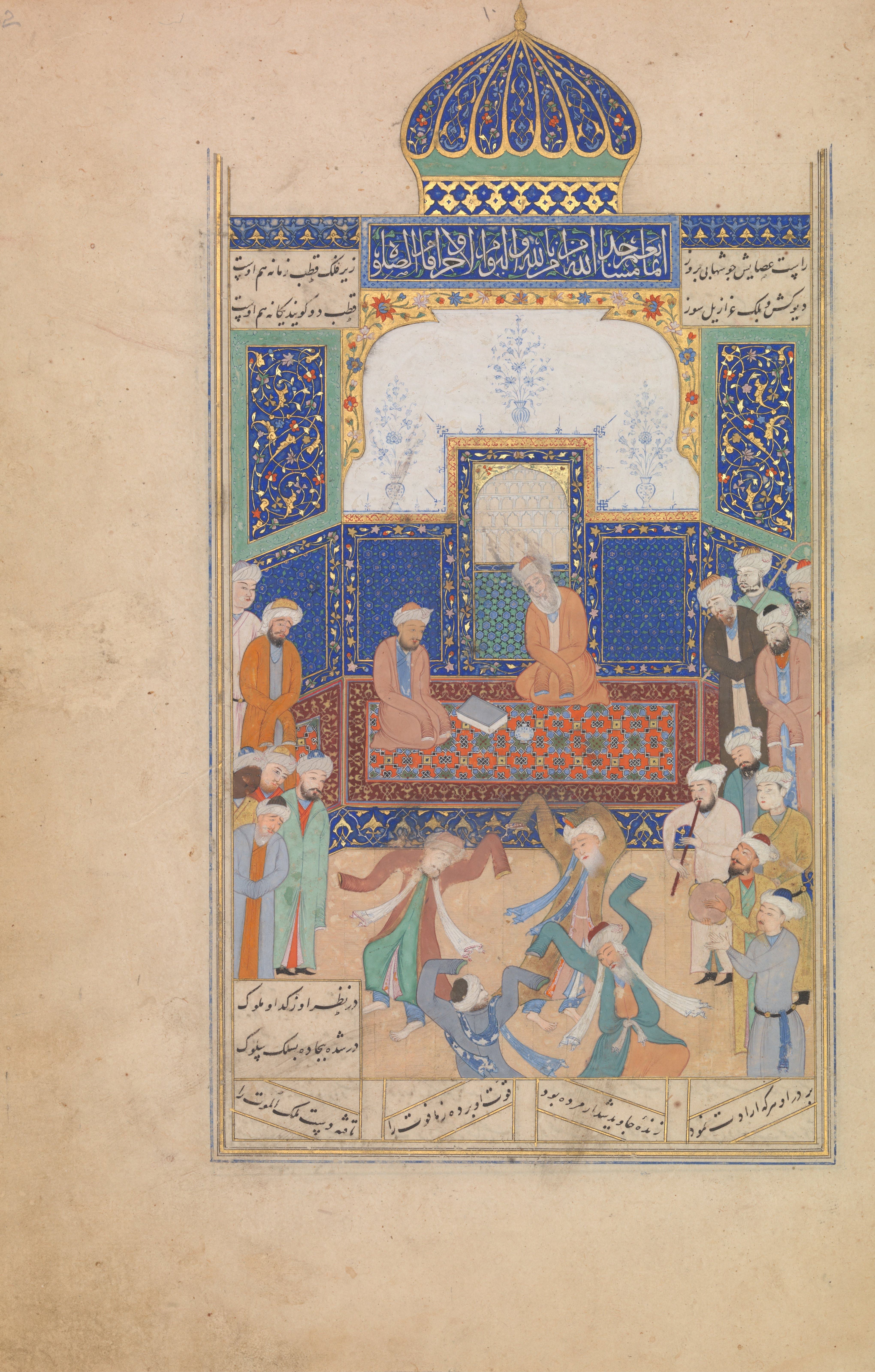
Суфии совершают саму перед шейхом Низам ад-Дином Аулия. Миниатюра из тимуридской копии «Хамсы» Амира Хосрова. Герат, 1485 год.

Сама́ (араб. سماع‎ — слышание), также Сема́ — суфийский ритуал, представляющий собой разновидность зикра. Включает в себя пение, игру на музыкальных инструментах, танец, декламацию стихов и молитв, ношение имеющих символическое значение облачений и др. Особенно популярен как форма богослужения в суфийском тарикате Чишти на Индийском субконтиненте.
В 2005 году ЮНЕСКО объявила «Мевлевийский ритуал сама» шедевром устного и нематериального культурного наследия.

## Происхождение
Возникновение ритуала «сама» предание приписывает вдохновителю суфийского ордена Мевлеви, поэту и мистику Руми. Согласно легенде, эта уникальная форма зикра возникла благодаря тому, что Руми однажды услышал на городском рынке ритмичные удары молотков золотобитов. В череде ударов, которые совершали подмастерья при обработке золота, ему послышался зикр «ля иляха илля-лла» («нет Бога, кроме Аллаха»), отчего он впал в экстаз, простёр обе руки и стал вращаться по кругу. Так появилась церемония «сама» и мевлевийский орден дервишей. Ритуал «сама» уходит корнями в персидскую и турецкую культуры и ассоциируется с восточными традициями.

## Символичность
Сама олицетворяет мистическое странствие на пути духовного восхождения к совершенству. Обратясь к истине, адепт наполняется любовью, покидает своё эго и достигает духовного совершенства. Он возвращается из духовного странствия зрелым и преображённым, чтобы дарить любовь и служение всему миру. Руми уподобил ритуал «сама» паломничеству в Мекку, поскольку оба обычая предназначены для того, чтобы их приверженцы приблизились к Богу.

## Элементы церемонии
Главную роль в ритуале «сама» играет пение, но немаловажное значение имеет и музыка, особенно во вступлениях и для аккомпанирования. При этом, однако, используются только музыкальные инструменты, имеющие символическое сакральное значение. Наиболее распространены бубны, бубенчики и флейты. Сама часто включает религиозные песнопения под названием «кавл» и «бейт». Также часто в церемонии звучат поэтические произведения, которые в сочетании с другими элементами оказывают особое воздействие на участников, несмотря на то, что сами по себе эти произведения могут не иметь духовной силы. Для обращения к Богу в данном ритуале используются любые стихи, даже любовная лирика. Однако слушатели должны очистить свои помыслы, иначе в танце они могут преисполниться вожделением, а не любовью к Богу. Кроме того, сознание людей, поглощённых мирской, а не божественной, любовью, может быть затуманено эротической поэзией. Суры Корана никогда не используются в церемонии «сама», не столько из-за всеобщей известности, сколько из-за того, что священный текст Корана никогда не предназначался для медитаций и не может быть использован в качестве основной темы для фантазий и импровизаций.

## Предназначение
Сама представляет собой способ созерцания Бога путём сосредоточения на музыке и танцах. Эта церемония раскрывает тайники людских сердец, не столько вызывая эмоции, сколько указывая путь к Богу. Все сомнения человека исчезают, и его сердце и душа могут напрямую общаться с Богом. Основная цель ритуала «сама» заключается в достижении экстатического транса под названием «ваджд». Внешне это состояние проявляется в различных непредсказуемых движениях, возбуждении, всевозможных танцах. Другое состояние, которого стремятся достигнуть участники ритуала «сама», называется «хамр», что означает «[духовное] опьянение». Конечная цель церемонии состоит в снятии завесы над тайнами мироздания и достижении духовного знания при помощи ваджда. Иногда опыт ваджда оказывает на человека столь сильное воздействие, что вызывает обморок, а в крайней форме — даже смерть.

## Этикет
Этикет проведения ритуала «сама» требует от участников сохранять тишину, спокойствие и самоконтроль вплоть до наступления ваджда, что позволяет достичь более высоких медитативных ступеней. Участники должны избегать движения и криков до тех пор, когда они уже не могут сдерживаться, и в этой точке становится возможным наступление ваджда. Крайне важное значение имеет искренность трансового переживания ваджда, которое не должно быть наигранным по какой-либо причине. Кроме того, участники должны придерживаться надлежащего намерения и поведения в течение всей церемонии, в противном случае её положительный эффект не будет достигнут.

## Разногласия
Среди мусульман есть как сторонники, так и противники церемонии «сама», а также использования музыки вообще. Абу Хамид Аль-Газали был решительным сторонником использования музыки и полагал, что ваджд пробуждает пылкую любовь к Богу. Аль-Газали написал главу под названием «О музыке и танце как вспомогательных средствах для религиозной жизни», в которой он подчеркнул, насколько музыка и танец могут быть благотворными для мусульман, если они достигли чистоты души перед использованием этих средств. Противники считают музыку предосудительным новшеством бида, характерным для безбожия. Они уподобляют физические ощущения людей в состоянии «ваджд» состоянию алкогольного опьянения, а потому не одобряют его.

## Особенности практики
Из-за культурных различий между различными мусульманскими сообществами отношение к участию в музыкальных представлениях в одних общинах терпимое, в других — предосудительное. Медитация и суфийские практики в исламе приемлемы в той мере, в какой они соответствуют нормам шариата. Принимать участие в церемонии «сама» могут представители любых социальных слоёв, хотя среди суфиев и исламских богословов существуют разногласия относительно того, способны ли неофиты достичь тех же положительных результатов, что и продвинутые адепты. Также споры ведутся по поводу того, насколько способны юные адепты преодолеть собственное вожделение, чтобы почитать Бога с чистым сердцем.

## Галерея

Танец дервишей
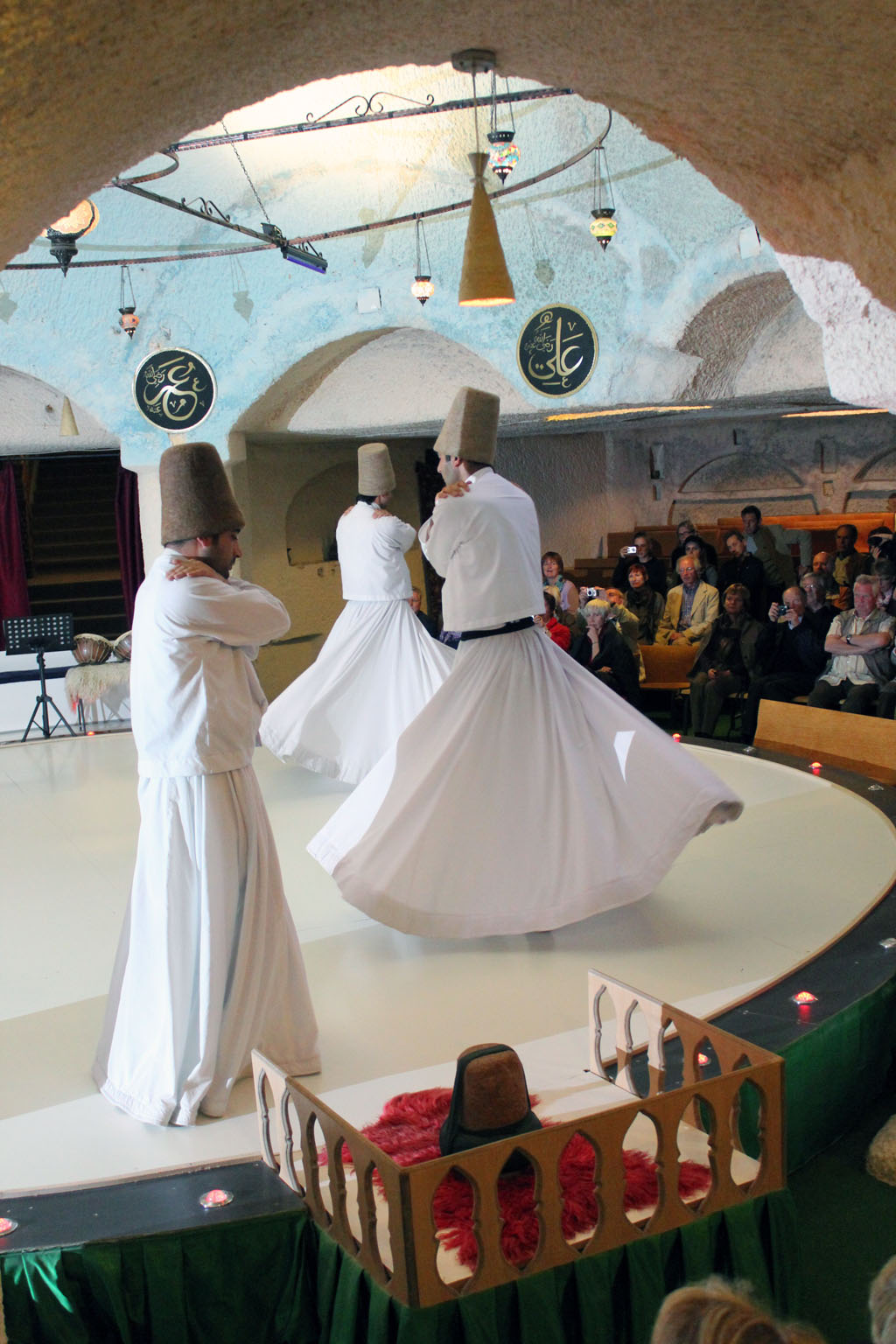
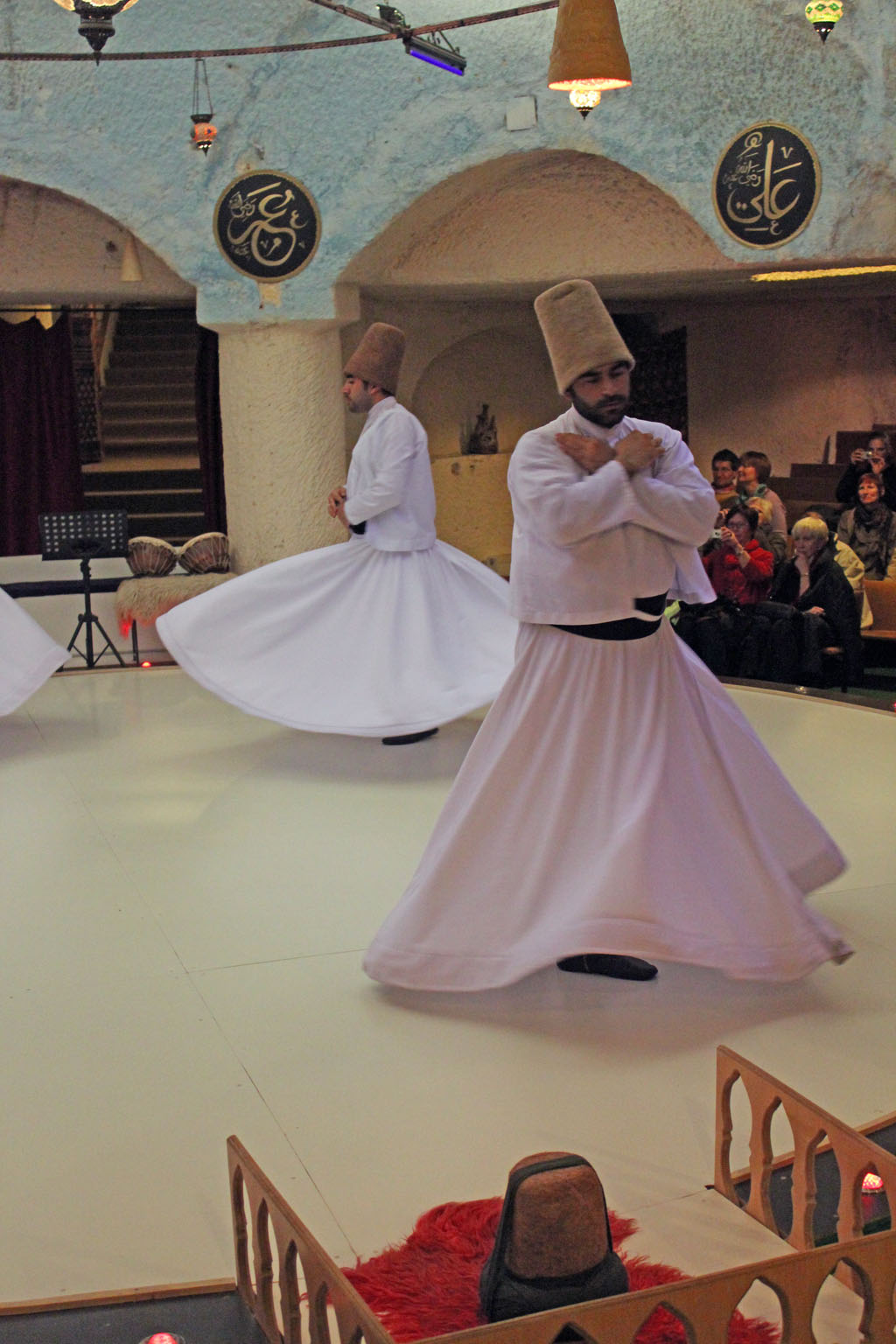
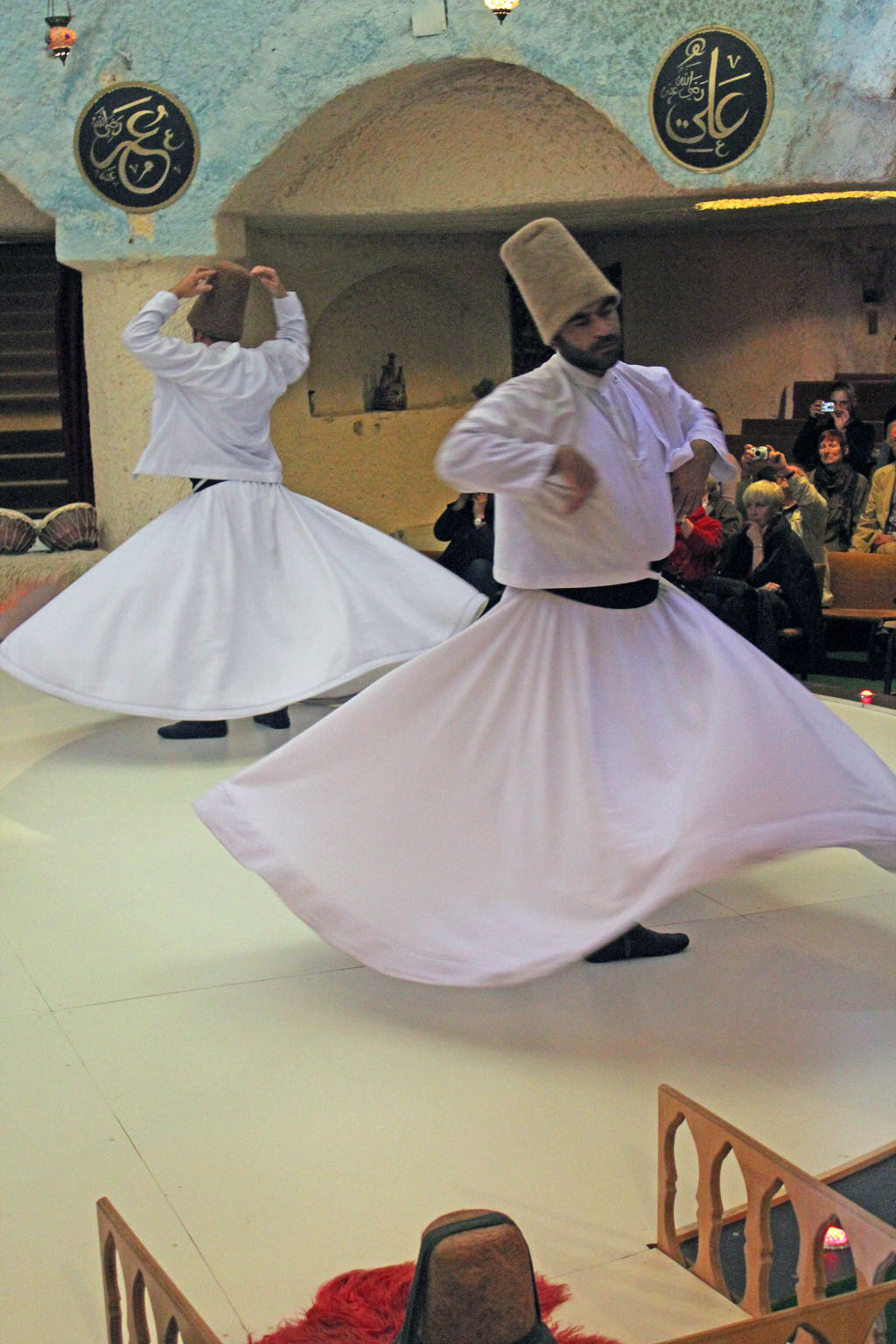
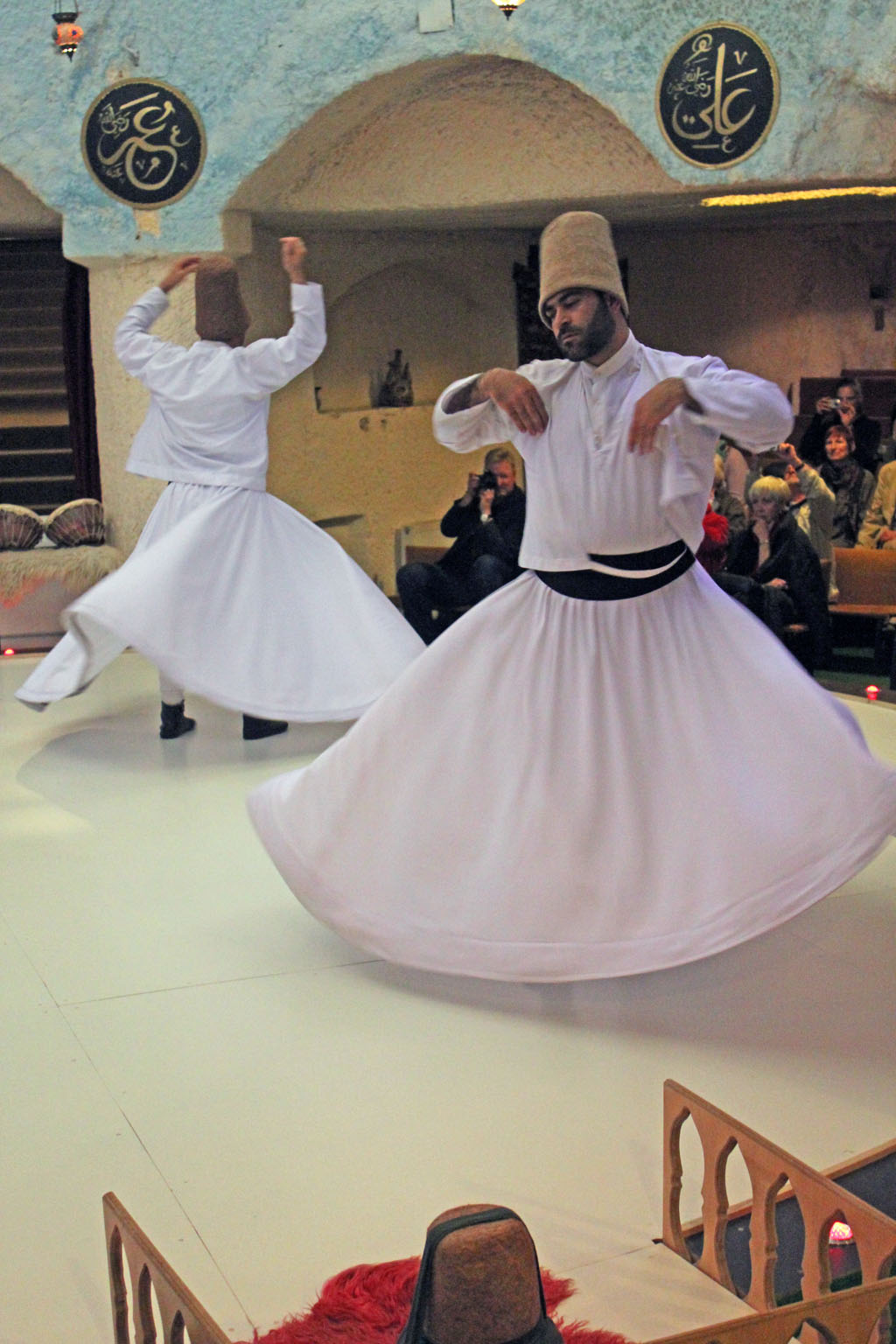
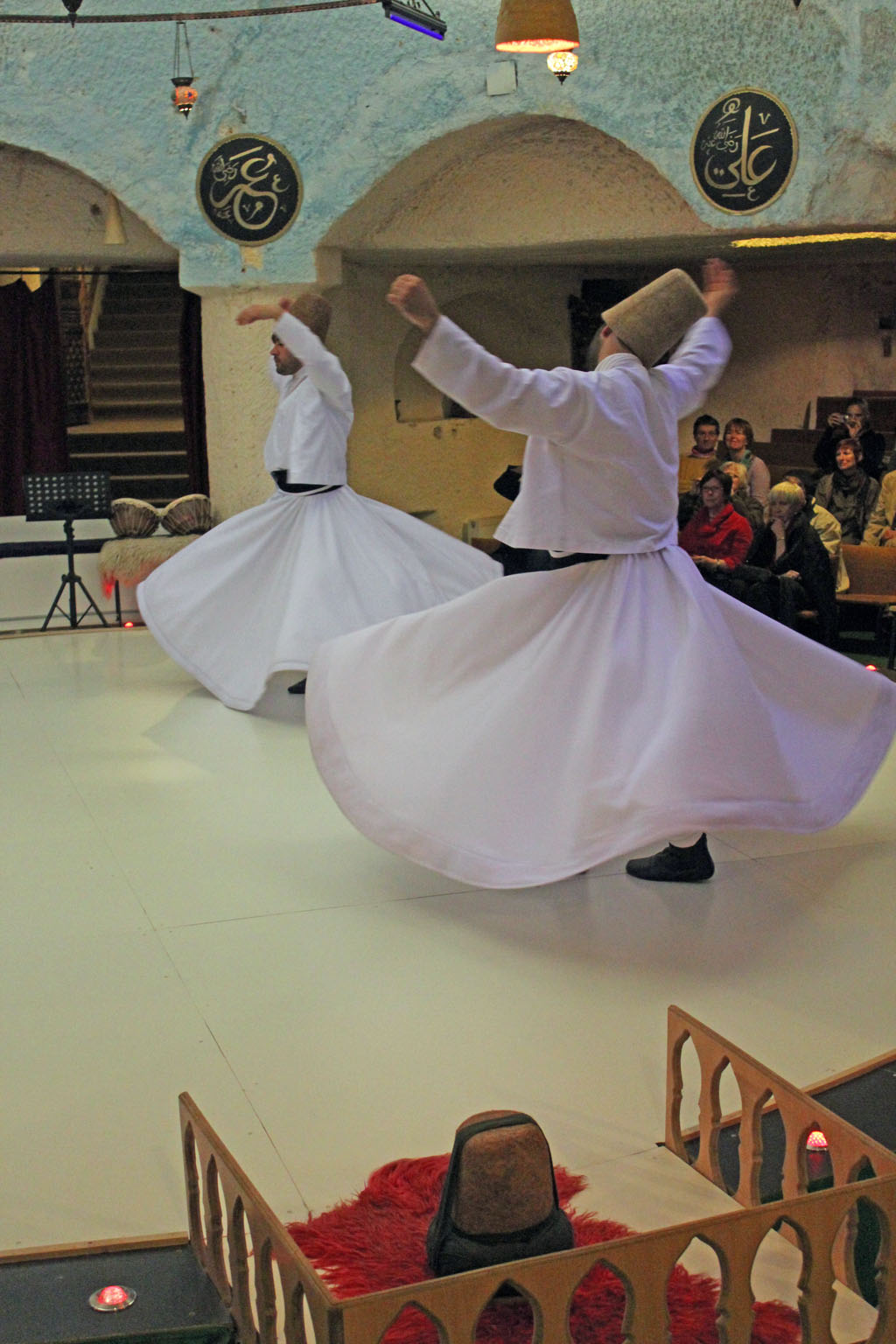
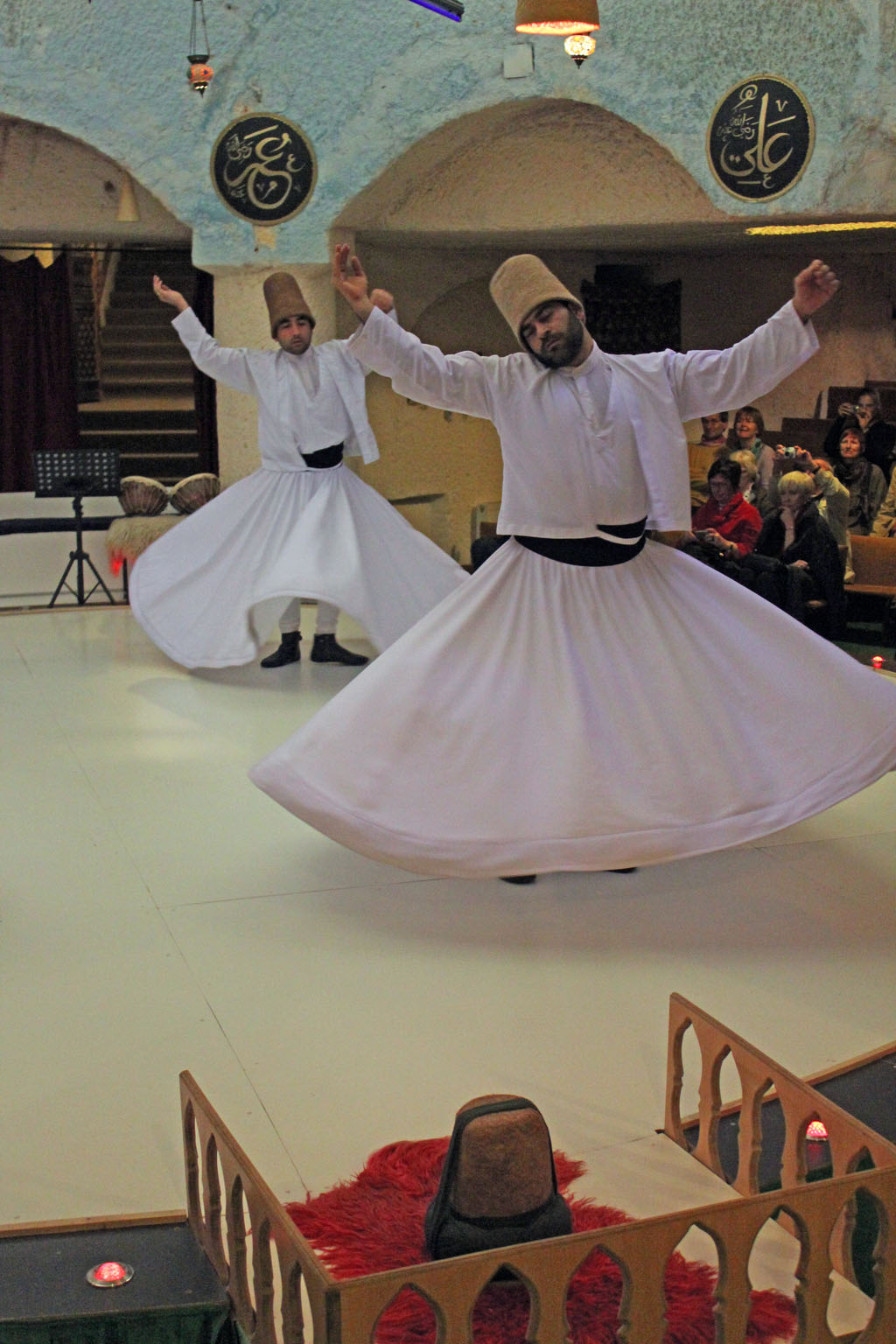
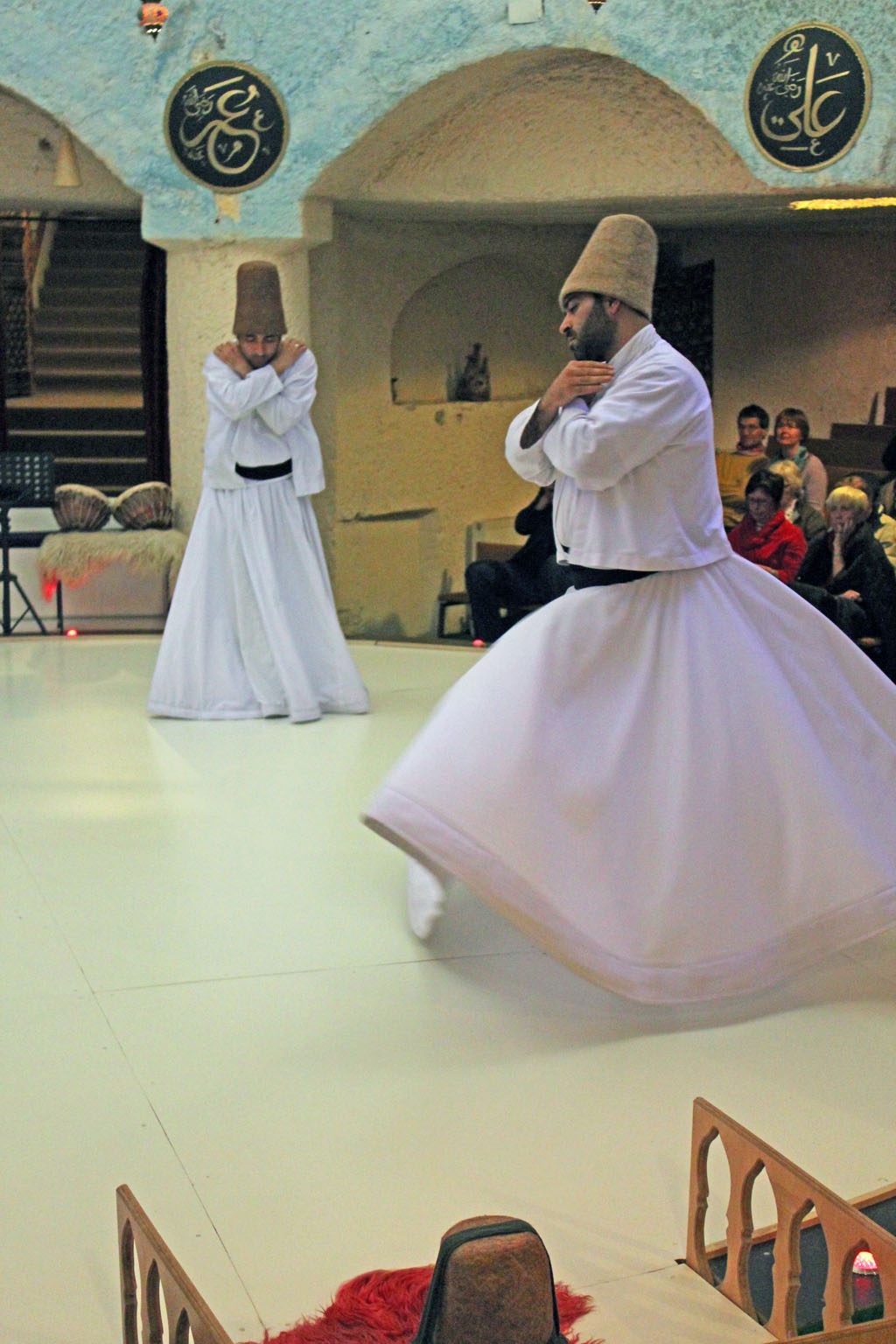
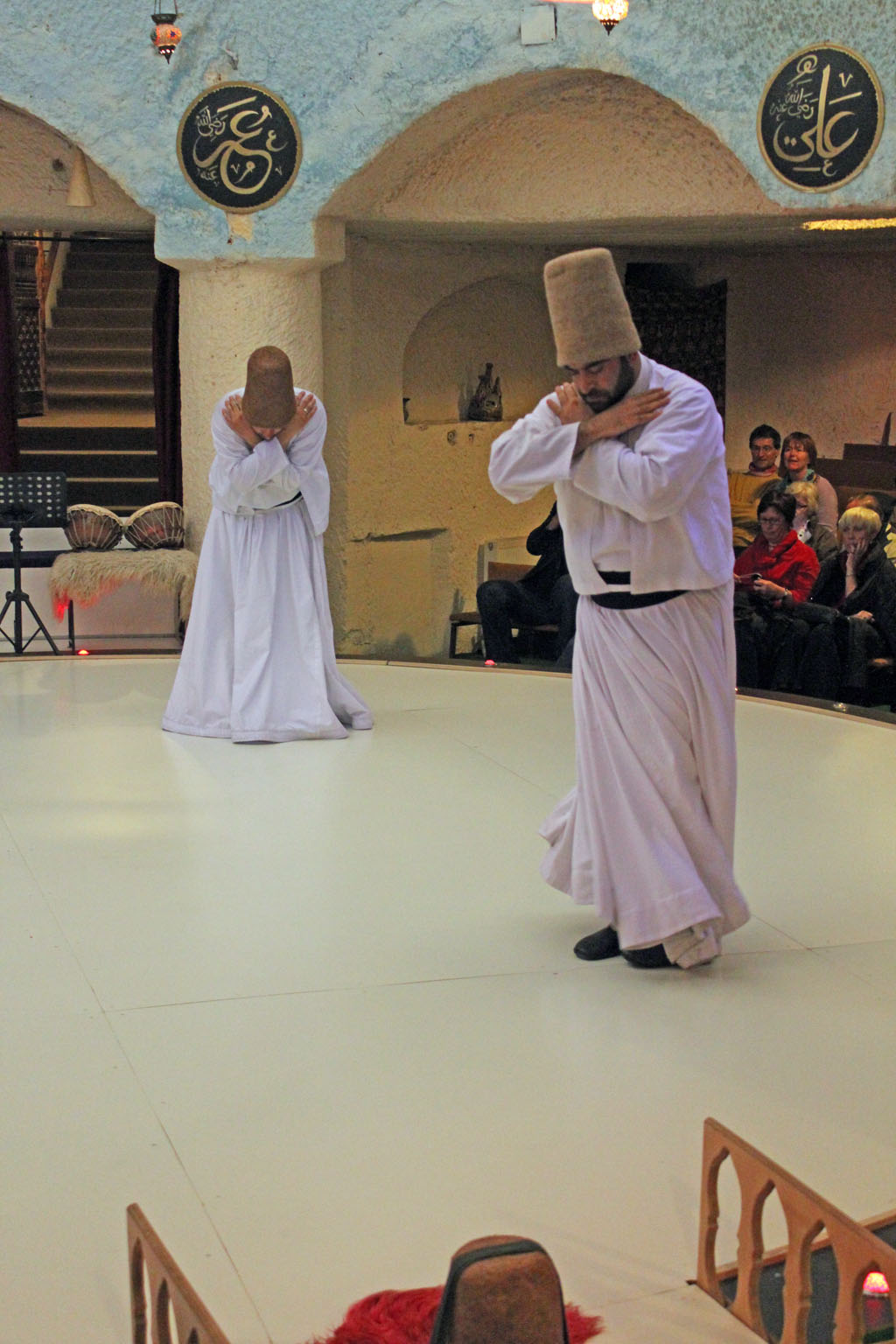
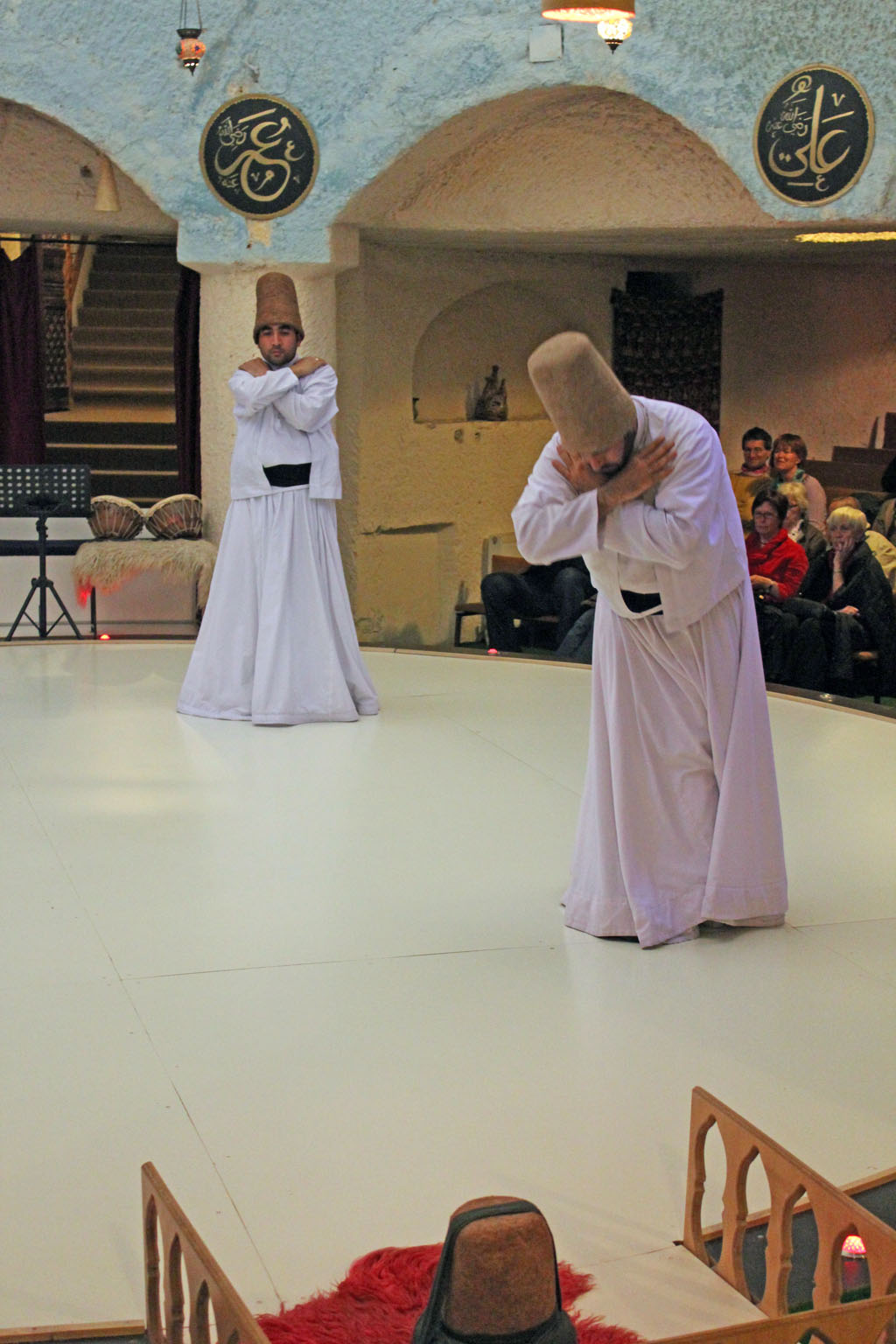
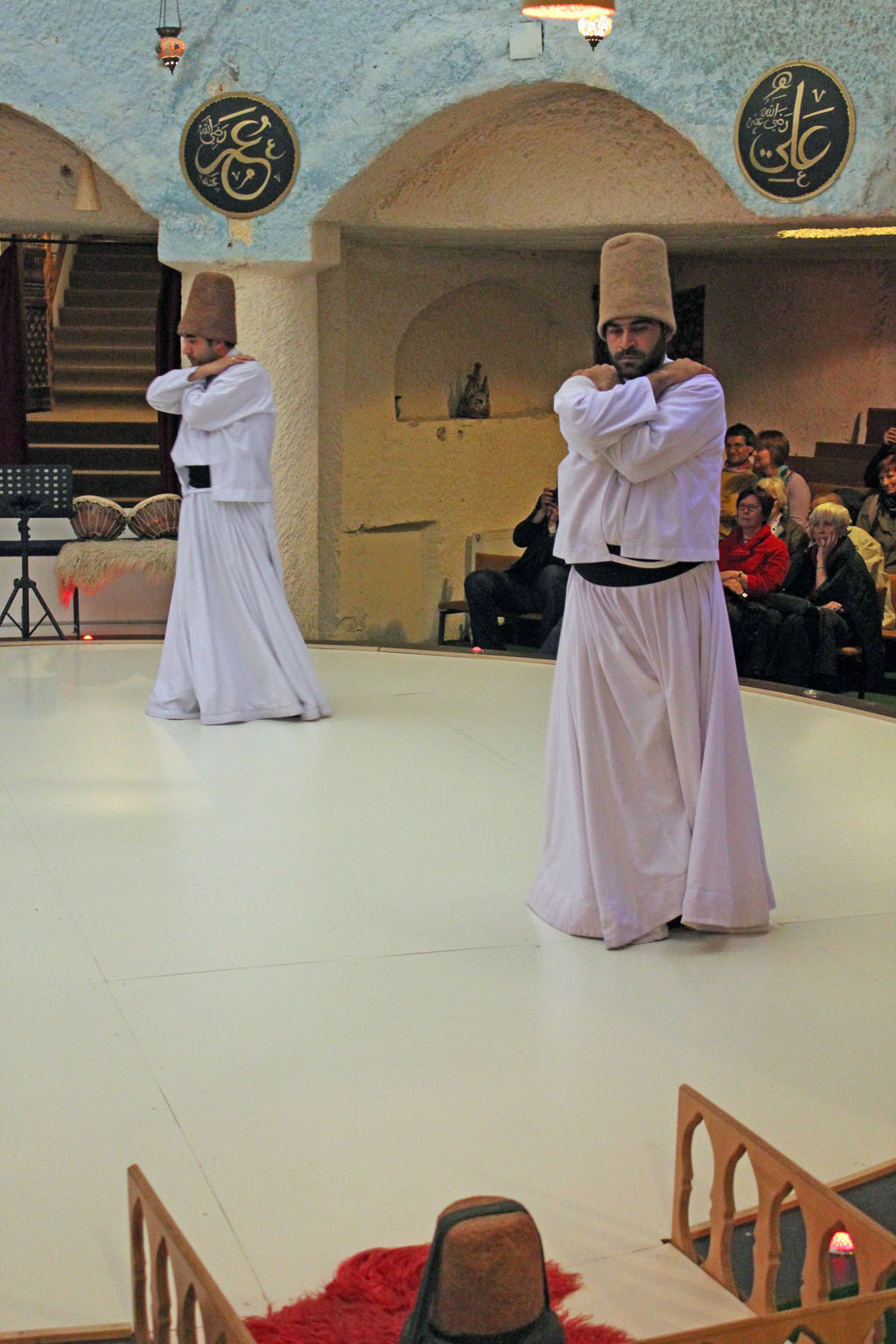
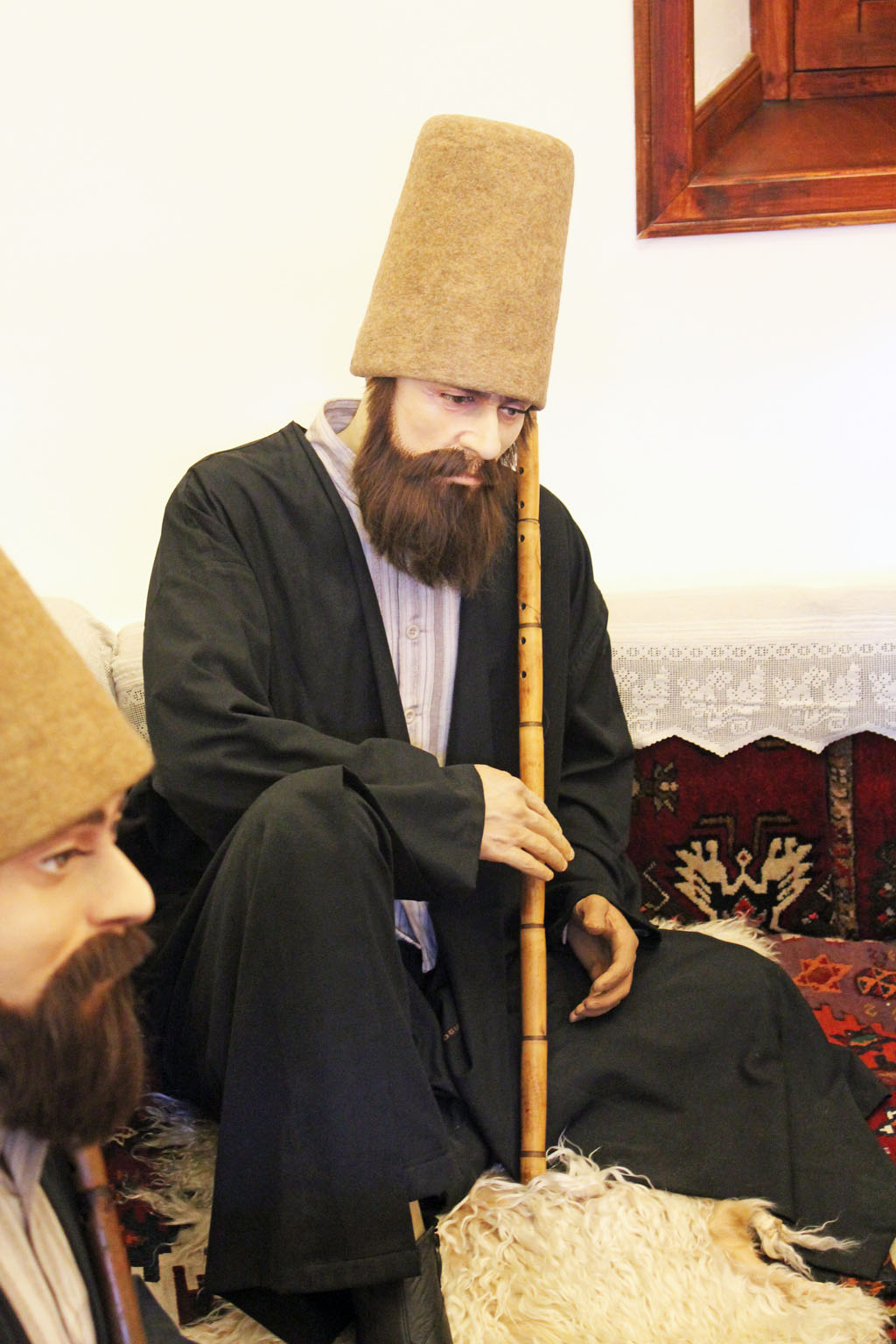
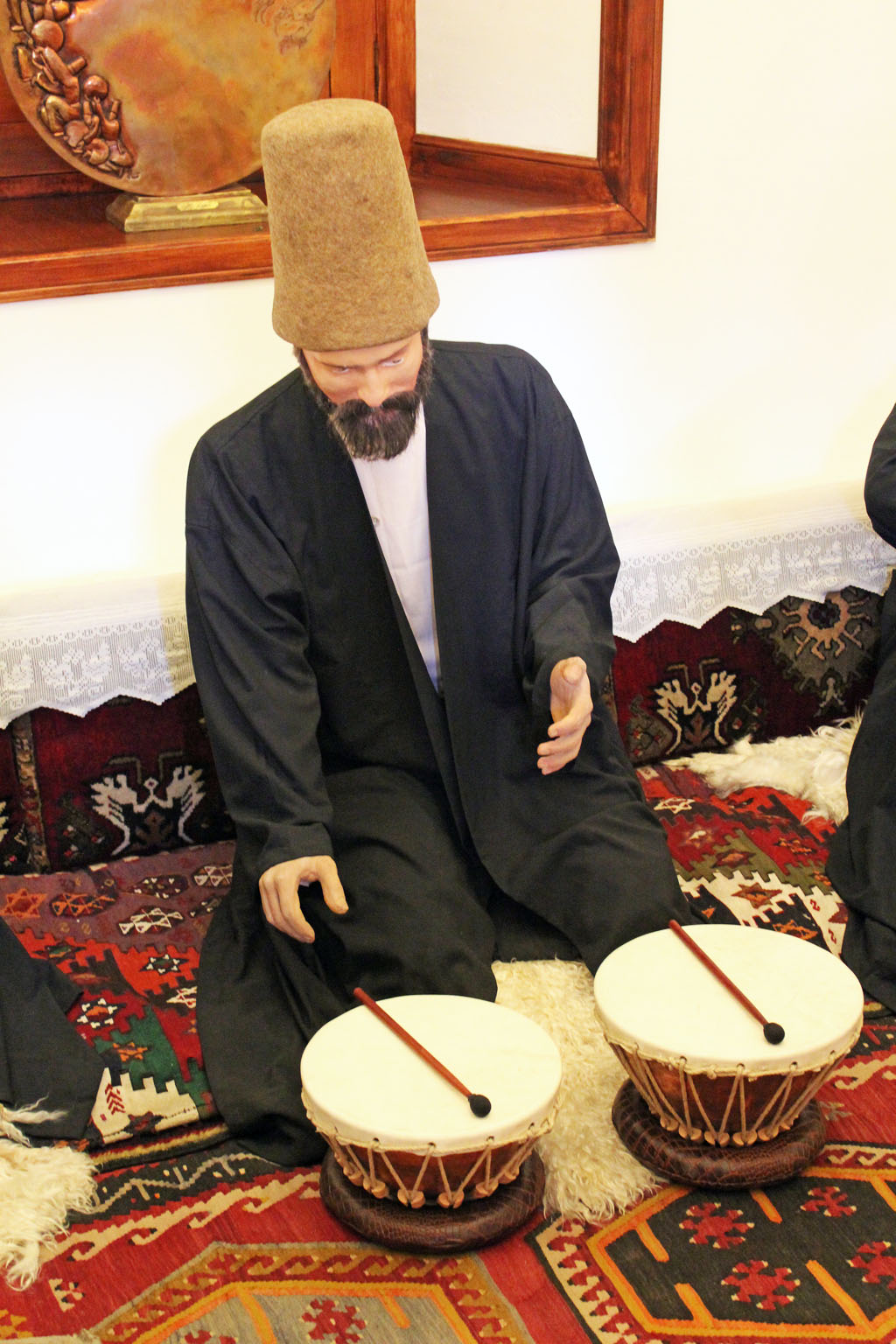
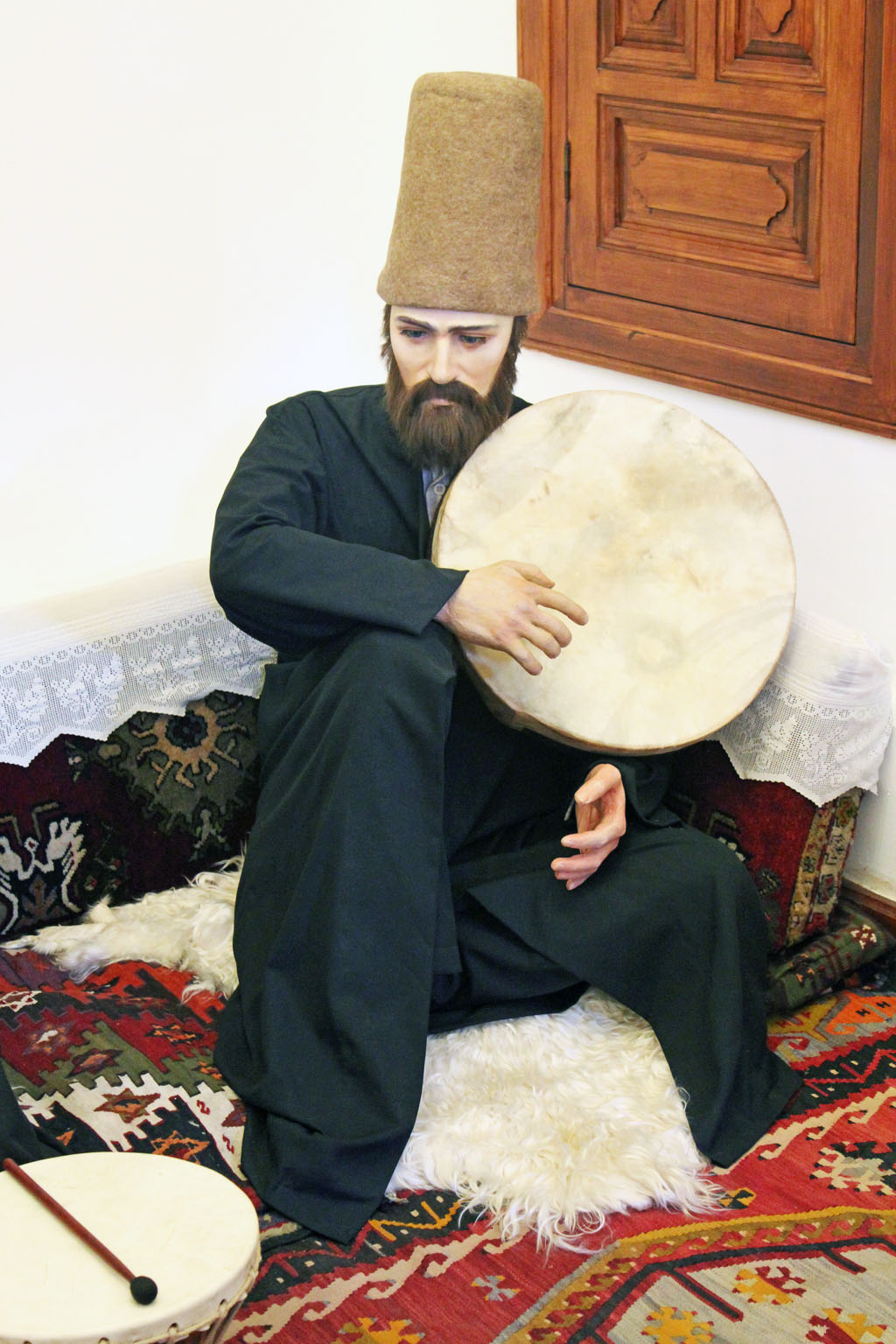